# Плеханов, Андрей Викторович
Андрей Викторович Плеханов (род. 12 июля 1986, Нижнекамск, Татарская АССР) — российский хоккеист, защитник.

## Биография
Воспитанник нижнекамского «Нефтехимика». С сезона 2001/02 играл в первой лиге за «Нефтехимик-2», в 2004 году дебютировал за «Нефтехимик» в Суперлиге.
На драфте НХЛ 2004 года был выбран в 3-м раунде под общим 96-м номером клубом «Коламбус Блю Джекетс». В сезонах 2007/08 — 2008/09 выступал за команду AHL «Сиракьюс Кранч». В КХЛ играл за клубы «Динамо» Москва (2009/10), «Амур» Владивосток (2010/11), «Нефтехимик» (2012/13), «Сибирь» Новосибирск (2013/14), «Сочи» (2014/15), «Адмирал» Владивосток (2015/16). В сезоне 2011/12 играл за команду ECHL «Айдахо Стилхэдс».
Выступал в ВХЛ за «Кубань» (2014), «Сарыарку» Караганда (2014—2015), «Сокол» Красноярск (2015), «Нефтяник» Альметьевск (2015—2016). Последний профессиональный клуб — «Зволен» (Словакия, 2016/17).
Скаут клубов НХЛ «Нью-Джерси Девилз» (2018—2022), «Колорадо Эвеланш» (с 2022).